# Oleksandr Klymenko
Oleksandr Klymenko (in ucraino Олександр Клименко?, in russo Александр Клименко?, Aleksandr Klimenko ; Kiev, 27 marzo 1970 – Kiev, 7 marzo 2000) è stato un pesista ucraino.
In carriera ha vinto un titolo europeo nel 1994 ad Helsinki.
Ritiratosi dalle competizioni lavorò come guardia del corpo. Morì assassinato il 7 marzo 2000, pochi giorni prima del suo trentesimo compleanno.

## Palmarès
| Anno | Manifestazione    | Sede       | Evento         | Risultato | Misura  | Note |
| ---- | ----------------- | ---------- | -------------- | --------- | ------- | ---- |
| 1988 | Mondiali juniores | Sudbury    | Getto del peso | Oro       | 18,92 m |      |
| 1989 | Europei juniores  | Varaždin   | Getto del peso | Oro       | 19,38 m |      |
| 1991 | Mondiali          | Tokyo      | Getto del peso | Bronzo    | 20,34 m |      |
| 1991 | Universiadi       | Sheffield  | Getto del peso | Oro       | 19,35 m |      |
| 1992 | Europei indoor    | Genova     | Getto del peso | Argento   | 20,02 m |      |
| 1992 | Olimpiadi         | Barcellona | Getto del peso | 8º        | 20,23 m |      |
| 1993 | Mondiali indoor   | Toronto    | Getto del peso | 4º        | 20,58 m |      |
| 1993 | Universiadi       | Buffalo    | Getto del peso | Oro       | 19,72 m |      |
| 1994 | Europei           | Helsinki   | Getto del peso | Oro       | 20,78 m |      |
| 1995 | Mondiali          | Göteborg   | Getto del peso | 12º       | 18,26 m |      |
| 1996 | Olimpiadi         | Atlanta    | Getto del peso | 12º       | nm      |      |